# Авгиеви обори
Авгиевите обори в древногръцката митология са огромни и силно замърсени обори, принадлежащи на Авгий, цар на Елида - син на Хелиос и съпруг на Епикаста. 
След 30 години трупане на тор, Херкулес (Херакъл) отива при Авгий с предложение да я изчисти за само за 1 ден, ако царят му даде 1/10 от стадата си. С тази цел Херкулес пробива отвори от 2 противоположни страни стената и прекарва през дупките водите на реките Алфей и Пеней в Пелопонес. Това е 6-ият от 12-те му подвига, но незачетен от Евристей.
Авгий не изпълнява уговорката си с Херакъл, вследствие на което след освобождаването си от робство у тиринтския владетел, той воюва с Авгий и го сваля от власт.

Преносно „авгиеви обори“ (първата буква се пише се с малко "а", вместо с голямо "А") е нещо крайно замърсено и/или занемарено.